# Un ami à moi
Pour plus de détails, voir Fiche technique et Distribution.
Un ami à moi (Ein Freund von mir) est une comédie dramatique allemande de 2006 écrit et réalisé par Sebastian Schipper. Il raconte l'histoire de Karl (joué par Daniel Brühl), un cadre d'assurance, et son amitié avec l'esprit libre  Hans (Jürgen Vogel).

## Synopsis
Dans le film, Karl, un dirigeant d'assurance automobile, est assigné à des tâches subalternes dans une agence de location de voiture par son patron (Peter Kurth) Fernandez, soi-disant pour faire de la recherche, mais en réalité pour essayer de provoquer une réaction de la part de Karl. Il y rencontre Hans et sa petite amie Stelle (Sabine Timoteo), et ils établissent une sorte de ménage à trois.

## Bande-son
La bande-son mixte le rock acoustique et la musique électronique et inclut les titres de Gravenhurst, Talk Talk, Savath & Savalas et Pony International.

## Distribution
- Daniel Brühl - Karl
- Jürgen Vogel - Hans
- Sabine Timoteo - Stelle
- Peter Kurth - Fernandez
- Michael Wittenborn - Naumann
- Oktay Özdemir - Theo
- Steffen Groth - Frank
- Jan-Ole Gerster - Cornelius

## Fiche technique
- Réalisateur - Sebastian Schipper
- Scénariste - Sebastian Schipper
- Genre :Comédie, Drame
- Durée : 87 min
- Pays :Allemagne